# Сипкин, Юрий Михайлович
Юрий Михайлович Сипкин (8 августа 1948, Красноярск) — советский футболист, выступавший на позиции нападающего, советский и российский футбольный тренер. Рекордсмен клуба «Енисей» по числу проведённых матчей (около 600). Мастер спорта СССР.

## Биография
На взрослом уровне выступал с 17-летнего возраста в составе красноярской команды «Локомотив» (позднее — «Рассвет», «Автомобилист», «Металлург», ныне — «Енисей»). В 1972 году перешёл в московское «Динамо», но сыграл только три матча за дубль, в которых забил один гол, и в том же сезоне вернулся в Красноярск. В 1975 году был призван в армию и два сезона провёл в составе хабаровского СКА, в ходе сезона 1976 года забил пять голов ударом «сухой лист» с углового. По возвращении из Хабаровска ещё много лет выступал за красноярскую команду. Завершил карьеру в 38-летнем возрасте в составе минераловодского «Локомотива».
За свою карьеру провёл 20 сезонов в составе красноярского клуба, сыграл в чемпионатах страны около 600 матчей и забил 91 гол (отсутствуют данные по сыгранным матчам в сезонах 1967, 1972, 1977—1979, в остальных сезонах сыграл 430 матчей). Считается рекордсменом клуба по числу сыгранных матчей, а по количеству забитых голов уступает Вадиму Белохонову (110).
Неоднократно входил в списки 33-х лучших футболистов РСФСР. Входит в символический клуб имени Бориса Брыкина для лучших бомбардиров Сибири и Дальнего Востока (107 голов).
В 1986 году был играющим тренером «Локомотива» из Минеральных Вод. С 1987 года работал в тренерском штабе красноярского «Автомобилиста», позднее был селекционером, начальником команды, спортивным директором. В 1997 году работал главным тренером, команда в том сезоне выступала под названием «Металлург».